# البلقة (ردمان)

تعديل مصدري - تعديل

البلقة هي إحدى قرى عزلة الاغوال السفلى بمديرية ردمان التابعة لمحافظة البيضاء، بلغ تعداد سكانها 58 نسمة حسب تعداد اليمن لعام 2004.